# Nicolaas Willem Lit

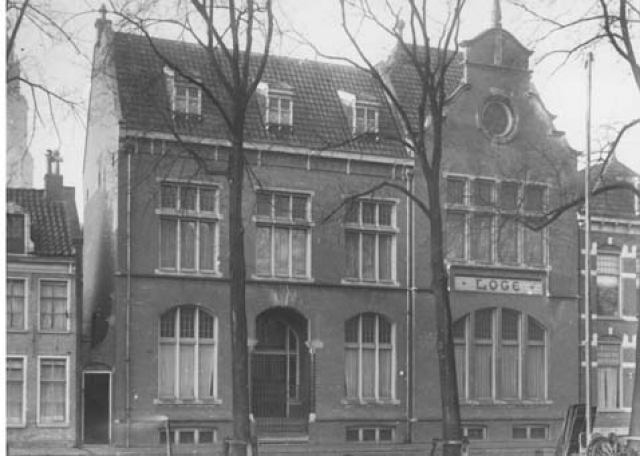
De vrijmetselaar N.W. Lit ontwierp samen met G. Nijhuis en J.A. Mulock Houwer het Logegebouw van de loge L'Union Provinciale in Groningen.

Nicolaas Willem Lit (Veenendaal, 22 september 1833 - Groningen, 13 september 1907), in vakliteratuur doorgaans N.W. Lit genoemd, was een Nederlands architect.

## Leven en werk
Lit werd in 1833 in Veenendaal geboren als Nikolaas Willem zoon van de onderwijzer Gerrit Jacobus Lit en Jacoba Helena van de Weerd. Lit was onder meer opzichter van stadswerken, ambachtsschoolleraar en architect in Groningen. In deze laatste hoedanigheid maakte hij onder andere het ontwerp voor het Witte Huis in Groningen (1882), het Middengasthuis (Grote Leliestraat) en voor de verbouwing van de Hervormde kerk in Warffum tot een kerk met een neogotisch uiterlijk en voor de consistoriekamer voor de Hervormde Kerk in Haren (Groningen).
Lit leidde ook architecten op; zo was een van zijn leerlingen Willem Carel Adriaan Hofkamp. Daarnaast was hij werkzaam als deskundige voor het schatten van vergunningslokalen te Groningen en rijksschatter voor de personele belasting
Lit was als vrijmetselaar lid van de Groningse loge L'Union Provinciale, waarvoor hij in samen met J.A. Mulock Houwer en Gerrit Nijhuis het Logegebouw der Vrijmetselaren aan de Turfsingel in Groningen ontwierp. Het gebouw werd in 1905 opgeleverd en heeft tot 1993 bestaan; het moest plaatsmaken voor de uitbreiding van het Provinciehuis en viel onder de slopershamer.
Lit huwde in 1861 met Johanna Alberdina van Wijk, een dochter van een Utrechtse graanhandelaar. Zij overleed in 1891 in Groningen en hij ruim zestien jaar later in 1907 aldaar.